# PZL Kania
PZL Kania (polsky Luňák) je lehký dvoumotorový víceúčelový vrtulník s třílistým nosným a dvoulistým tlačným vyrovnávacím rotorem. Jedná se o nástupce sovětského vrtulníku Mil Mi-2. Model Kania byl vyvinut a vyráběn polskou společností PZL-Świdnik.

## Vývoj
V roce 1964 byla podepsána dohoda mezi Polskem a Sovětským svazem o výrobě lehkého sovětského vrtulníku Mil Mi-2 v polském závodě PZL-Świdnik. I přesto, že se jednalo o vrtulník vyvinutý v Sovětském svazu, byl vyráběn výhradně v Polsku. Vývoj moderznizované verze Mi-2 započal v roce 1977. Společnost PZL-Świdnik se rozhodla vyvinout ve spolupráci s americkým výrobcem leteckých motorů, společností Allison, nový vrtulník, který bude vycházet z Mi-2, ale bude určen pro export na západní trhy. S tím souvisely úpravy Mi-2. Nejdůležitějšími změnami byly nové výkonnější turbohřídelové motory Rolls-Royce Allison 250-C20B, každý o výkonu 313 kW, úpravy trupu, nové kompozitní listy rotoru a západní avionika. První prototyp využívající modifikovaný drak Mi-2 vzlétnul 3. června 1979. Zkoušky provedené v první polovině 80. let vedly k ceritifikaci vrtulníku v roce 1986. Vrtulník byl vyroben pouze v počtu několika kusů, stejně jako modernizované verze Mi-2. Od roku 2006 se již nevyrábí.
Prototyp vrtulníku s imatrikulací SP-SSC se v roce 1986 účastnil 5. mistrovství světa vrtulníků v Castle Ashby. Výroba započala rovněž v tomto roce. Vrtulník byl úspornější a nabízel vyšší výkon, a to i ve srovnání s některými západními vrtulníky. Měl být určen pro obměnu starších Mi-2 a rovněž prodáván na západním trhu. Kvůli problémům s certifikací se vrtulník nestal populární. Řada zemí také odmítala dovážet díly z východního bloku kvůli problémům s měnou. Do roku 2006 bylo postaveno pouze 14 kusů, včetně prototypů. Hlavním uživatelem je polská pohraniční stráž, která provozovala sedm strojů. Dva využívala i polská policie. V letech 1987-1990 létaly tři vrtulníky Kania v Sierra Leone. Čtyři se objevily i v Česku, kde byly nasazovány pro potřeby letecké záchranné služby, a jeden létal na Slovensku.

## PZL Kania v Česku

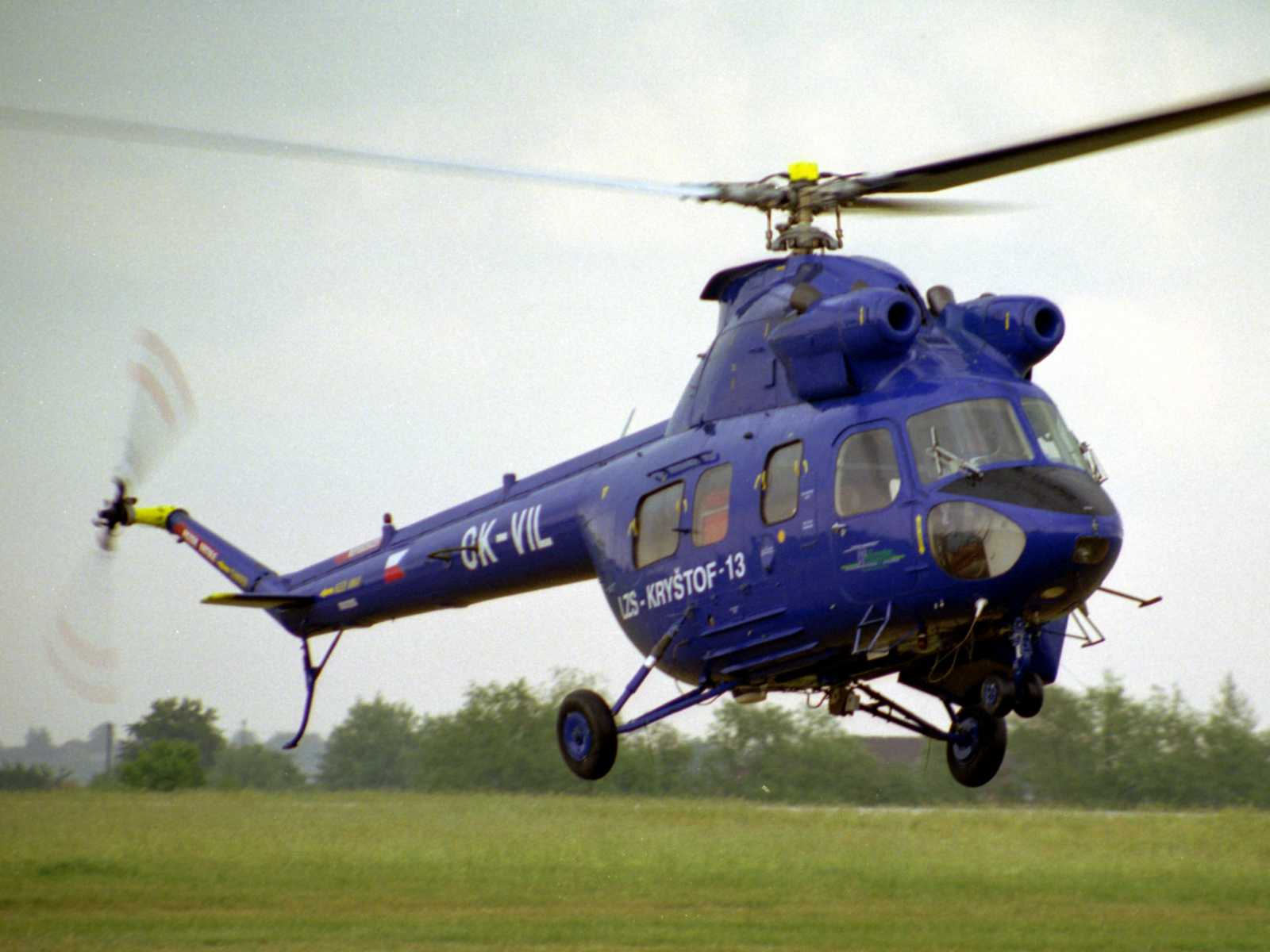
PZL Kania s imatrikulací OK-VIL ve zdravotnické zástavbě jako Kryštof 13 v roce 2003

V Česku se objevily od roku 1993 celkem čtyři vrtulníky Kania. Polský vrtulník PZL Kania (imatrikulace SP-SSE) byl předváděn v Československu v roce 1992. Tento stroj si pronajala Letecká služba Federálního policejního sboru. Pod záštitou československého policejního letectva létal s imatrikulací B-3211. Od 13. dubna 1992 byl prověřován na stanici letecké záchranné služby v Praze (Kryštof 01). Od 1. září 1992 do 1. srpna 1993 byl pro potřeby letecké záchranné služby nasazen trvale. Poté byl vyměněn za nový vrtulník střední váhové kategorie Bell 412 a vrátil se zpět výrobci. Odtamtud jej odkoupila slovenská společnost Bel-Air. Vrtulník se později dostal do služby společnosti ATE, kde létal pod imatrikulací OM-TFA a později byl vyřazen z provozu.
Kromě Letecké služby Federálního policejního sboru a Letecké služby Policie ČR (po roce 1993) létaly tři vrtulníky Kania ve službách soukromé společnosti Helicopter. Ta provozovala od roku 1995 do roku 2003 leteckou záchrannou službu na stanici Kryštof 13 v Hosíně u Českých Budějovic. V tomto období byly pro LZS nasazovány vrtulníky Kania (imatrikulace OK-WIM, OK-VIL, OK-MIK). Vrtulník s imatrikulací OK-WIM havaroval 30. září 1997 a do služby se již nevrátil. Stroj s imatrikulací OK-MIK byl v roce 2004 vrácen výrobci. Důvodem byla změna provozovatele letecké záchranné služby v Českých Budějovicích. Vrtulník tak již nebyl potřebný. V roce 2006 byl odprodán jinému soukromému dopravci také třetí vrtulník PZL Kania s imatrikulací OK-VIL.

## Varianty
- Osobní standardní verze: Možnost přepravovat až devět pasažérů.
- Osobní rozšířená verze: Vrtulník v luxusní úpravě s možností přepravovat pět pasažérů.
- Nákladní verze: Možnost přepravovat břemena jako letecký jeřáb nebo nést až 1200 kg vnitřního nákladu.
- Verze pro leteckou záchrannou službu: Zařízení a prostor až pro čtyři nosítka (bez zdravotnické osádky) nebo méně nosítek se zdravotnickým personálem.
- Zemědělská verze: Možnost nést až 1000 kg chemikálií pro chemický postřik nebo 1000 kg jiného nákladu.
- Spitfire Taurus II nebo Super Kania: Americká jednomotorová verze vrtulníku Kania s motorem Allison 250-C28, vrtulník nebyl vyráběn.

## Specifikace

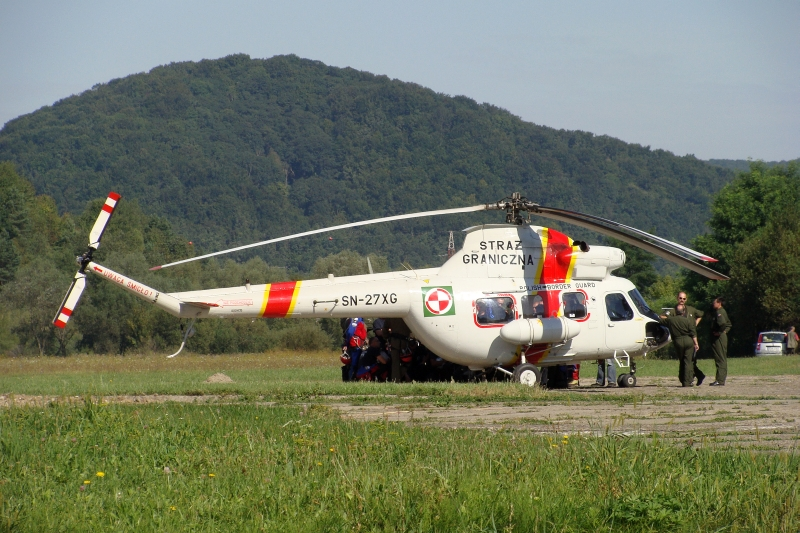
PZL Kania polské pobřežní stráže

Data podle: Jane's All The World's Aircraft 1988-89

### Technické údaje
- Posádka: 1 pilot
- Užitečná zátěž: 9 pasažérů nebo 1200 kg vnitřního nebo 800 kg vnějšího nákladu
- Průměr rotoru: 14,56 m
- Délka trupu: 12,03 m
- Výška: 3,75 m
- Plocha rotoru: 167 m²
- Prázdná hmotnost: 2000 kg
- Maximální vzletová hmotnost: 3550 kg
- Pohonná jednotka: 2× turbohřídelový motor Allison 250-C20B, každý o výkonu 313 kW

### Výkony
- Maximální rychlost: 116 KIAS (215 km/h)
- Cestovní rychlost: 102 KIAS (190 km/h)
- Stoupavost u země: 8,75 m/s
- Praktický dostup: 4000 m
- Statický dostup bez vlivu země: 1375 m
- Dolet: 493 km